# Matthew Pinsent
Matthew Clive Pinsent (Holt, 10 ottobre 1970) è un ex canottiere britannico.
Compagno di armo di Steve Redgrave, è riuscito a vincere un oro mondiale in più dell'amico (10 contro 9), e questo ne fa il secondo canottiere più volte iridato nella storia, dopo l'italiano Daniele Gilardoni che ha colto undici titoli.

## Palmarès
Olimpiadi
Barcellona 1992:  (due senza)
Atlanta 1996:  (due senza)
Sydney 2000:  (quattro senza)
Atene 2004:  (quattro senza)
Campionati del mondo di canottaggio
1989 - Bled: bronzo nel 4 con.
1990 - Tasmania: bronzo nel 2 senza.
1991 - Vienna: oro nel 2 senza.
1993 - Račice: oro nel 2 senza.
1994 - Indianapolis: oro nel 2 senza.
1995 - Tampere: oro nel 2 senza.
1997 - Aiguebelette: oro nel 4 senza.
1998 - Colonia: oro nel 4 senza.
1999 - St. Catharines: oro nel 4 senza.
2001 - Lucerna: oro nel 2 senza e nel 2 con.
2002 - Siviglia: oro nel 2 senza.
Nel 2005 riceve la Medaglia Thomas Keller.